# California Equal Suffrage Association

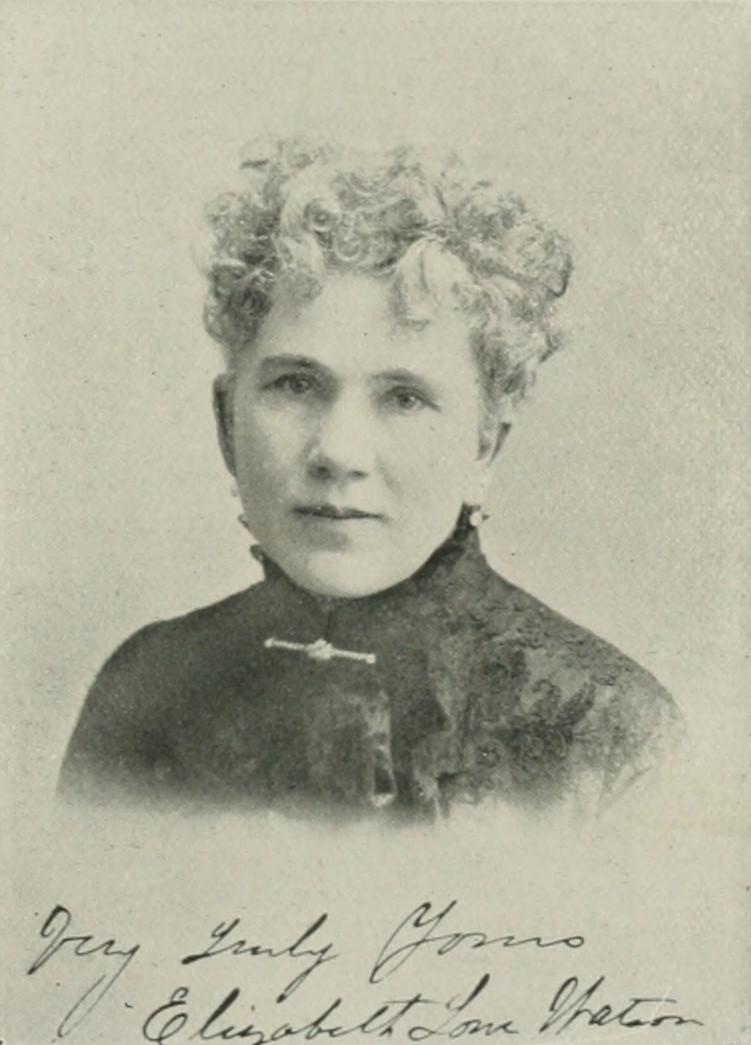
Elizabeth Lowe Watson

California Equal Suffrage Association (CESA) var en organisation för kvinnors lika rättigheter i delstaten Kalifornien i USA. Det var delstatens lokalförening för den nationella rösträttsföreningen National American Woman Suffrage Association (NAWSA). 

## Historik

### 1868-1904
Frågan om rösträtt för kvinnor togs upp i Kalifornien 1868. I juli 1871 stämde änkan Ellen R. Van Valkenburg, Santa Cruz County Clerk Albert Brown för att vägra inkludera henne som röstare i delstaten med hänvisning till att denna rätt ingick i rätten som medborgare. Petitioner samlade 25.000 signaturer för att ändra Article II i 1849 constitution, som definierade en röstberättigad som en "vit man", men de besegrades vid 1879 Constitutional Convention. 
År 1870 bildades California State Woman Suffrage Society eller California Woman Suffrage Association av Laura de Force Gordon. Föreningen bytte 1896 namn från California Woman Suffrage Association till California State Suffrage Association för att attrahera manliga sympatisörer. California Woman's Suffrage Association grundades av Elizabeth Lowe Watson. År 1904 förenades dessa båda föreningar under namnet CESA. Denna var främst aktiv i norra Kalifornien: södra Kalifornien dominerades av Political Equality League och Votes for Women Club under Clara Shortridge Foltz, men var vid denna tid glest befolkat. 

### 1904-1911
CESA arbetade hårt för att attrahera manliga sympatisörer för rösträttsreformen. Föreningen producerade varor som spelkort och vykort för att samla pengar. I november 1904 gjorde Gail Laughlin en kampanjturné genom delstaten för att trumma upp stöd. År 1905 delade CESA ut pamfletter i California Senate chamber. I september 1905 höll föreningen sitt delstatskonvent. Bland deltagarna räknades Caroline Severance, Mary Sperry, Anna Bidwell och Ellen Clark Sargent. Caroline Severance blev hederspresident 1905. År 1906 bildades en centralkommitté för CESA av Lillian Harris Coffin. 
Rörelsen hade misslyckats med sin första stora kampanj 1896. År 1910 tycktes dock en valseger för de progressiva vara troligt i följande års val. Guvernör James Norris Gillett övertalades att inkludera frågan: "Borde kvinnor få rösta?" på valsedeln i nästa års val. Inför delstatsvalet 1911 drog rösträttsrörelsen i Kalifornien dominerad av CESA igång en stor kampanj för rösträtten, som kom att bli ett av valets stora frågor. Rörelsen riktade in sig på män. CESA producerade varor av olika slag, vykort, spelkort, rosetter och påsar med budskapet; de använde sig av elektriska skyltar och delade ut tre miljoner flygblad och annan litteratur. De riktade också in sig på ägare av salooner och andra etablissemang som var rädda för att kvinnor skulle rösta för förbud av spritförsäljning. I Kalifornien var motståndet på landsbygden mindre än i städerna, där många affärsinnehavare uppfattade kvinnors deltagande i politiken som synonymt med ett spritförbud, så rörelsen arbetade hårt i landsbygden. Strax före valdagen hölls ett "monsterrally" i San Francisco följd av fyrverkerier och en konsert som bevistades av 10.000 människor. 
Kalifornien införde rösträtt för kvinnor på delstatlig nivå 1911 med 125,037 röster mot 121,450.